# Brockhaus, Band dreizehn
Brockhaus, Band dreizehn ist der fünfte Teil einer 14-teiligen Serie mit Sherlock Holmes als Hauptfigur. 

## Hintergrund
Produziert wurde der Film von Wolffs eigener Gesellschaft Kowo (Nr. 65). Die Länge des Films beträgt vier Akte mit einer Gesamtlänge von 1320 Meter, das entspricht ca. 72 Minuten Laufzeit. Im Juni 1918 wurde der Film von der Zensur geprüft. Er wurde von der Berliner Polizei mit einem Jugendverbot belegt (Nr. 41953), die Münchner Polizei erlaubte keine Ankündigung als Detektivfilm (Nr. 28627, 28628, 28629, 28630).